# Eupithecia platymesa
Eupithecia platymesa là một loài bướm đêm trong họ Geometridae.